# インキボール

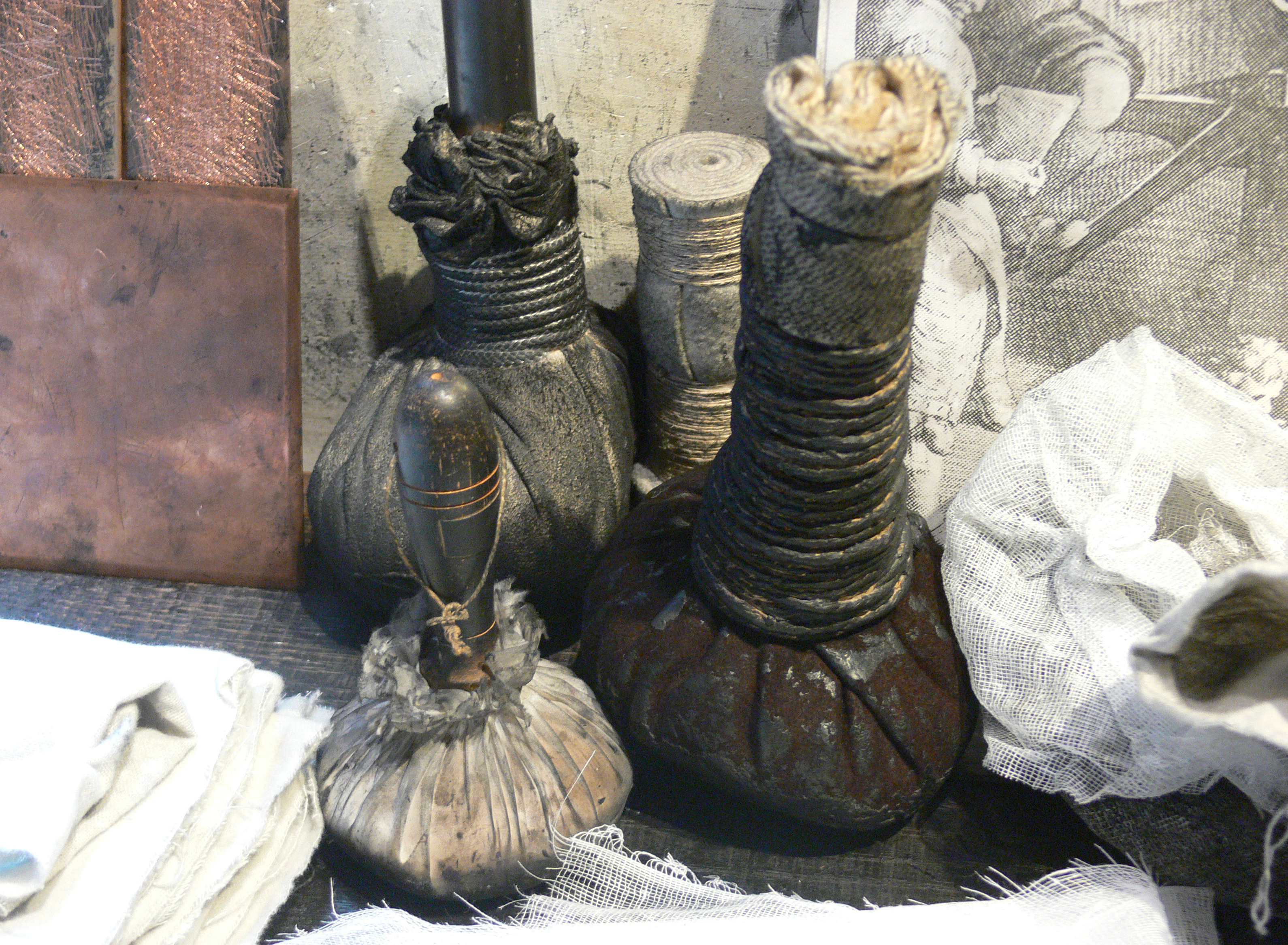
アムステルダムのレンブラントの家博物館にあるインキボール

インキボール、インクボール（いんきぼーる、英語: ink ball,inking ball）、またはダバー（英語: dabber）は、版画や活版印刷で使用される道具で、印刷するプレートまたはタイプにインクを塗布する。
インキボールは、15世紀の印刷機の黎明期から使用され、版画では、インクを滑らかにして塗るために個別に使用された。活版印刷では、ペアで使用され、インクは2つのボールの一方に配置され、適切な厚み（一貫性）まで使用し、均一性に達する。次に、インカーはタイプを「叩いて」インクを塗布し、フォームにインクが多すぎたり少なすぎたりしないようにする。
インキボールは、羊毛を詰めた特別に処理されたシープスキンで作成され、ハンドル（ストック）として木製のカップ状のロッドが付いている。19世紀初頭に組成物（接着剤、糖蜜、タールの混合物）が発明された後、使用されなくなるまで、いくつかのインキボールは作られていた。
19世紀半ばから後半までに、それらは主にコンポジションローラーとラバーローラーまたは「ブレイアー」に取って代わらた。手作業で作業しなければならなかった手間のかかるインキボールを機械化されたローラーに置き換えることは、19世紀の機械化された印刷機の成長の重要な要因であった。